# FC Ryūkyū Okinawa
L'FC Ryūkyū Okinawa (FC琉球OKINAWA?, Efu Shī Ryūkyū Okinawa) è un club calcistico giapponese di Okinawa. Milita nella J3 League, la terza divisione del campionato giapponese.

## Storia
La squadra fu fondata nel 2003 da un gruppo di giocatori che avevano lasciato l'Okinawa Kariyushi FC. In pochi anni ottenne la promozione in JFL, disputando numerose stagioni nel terzo livello calcistico nipponico. 
Dalla stagione 2014, il Ryūkyū fu ammesso al nuovo campionato di terza divisione a carattere completamente professionistico, giocando nella J3 League.
Nel 2018, la squadra vinse il campionato di terza divisione, ottenendo la promozione in J2 League, serie che mantenne per quattro stagioni: l'annata 2022 si concluse, infatti, con una retrocessione.
Il 26 ottobre 2023, in occasione del 30º anniversario del club, la dirigenza annunciò via social che a partire dalla stagione seguente avrebbe cambiato logo e denominazione, aggiungendo il nome della città allo storico Ryūkyū. Il 9 novembre successivo, considerando le numerose proteste provenienti dalla tifoseria, il club decise di accoglierne parzialmente le richieste, cambiando come previsto il nome, ma mantenendo il vecchio logo, modificato in modo marginale.

## Colori e simboli
La squadra utilizza come colore sociale il granata. Lo stemma è retto da due Shīsā, il leggendario cane-leone simbolo del regno delle Ryūkyū.

## Strutture
Lo stadio utilizzato dal club è l'Okinawa Athletic Stadium, che sorge nella città di Okinawa.

## Palmarès

### Competizioni nazionali
- J3 League: 1

2018

## Organico

### Rosa 2024
Rosa e numerazione aggiornate al 12 gennaio 2024.
| N. |                     | Ruolo | Calciatore        |
| -- | ------------------- | ----- | ----------------- |
| 1  | Giappone (bandiera) | P     | Yūji Rokutan      |
| 3  | Giappone (bandiera) | D     | Yuri Mori         |
| 4  | Giappone (bandiera) | D     | Hiroki Fujiharu   |
| 5  | Giappone (bandiera) | C     | Kazuto Takezawa   |
| 6  | Giappone (bandiera) | C     | Kōsei Okazawa     |
| 7  | Giappone (bandiera) | A     | Haruto Shirai     |
| 8  | Giappone (bandiera) | C     | Ryōta Iwabuchi    |
| 9  | Giappone (bandiera) | A     | Ryunosuke Noda    |
| 10 | Giappone (bandiera) | C     | Yū Tomidokoro     |
| 11 | Giappone (bandiera) | A     | Kaisei Ishii      |
| 13 | Giappone (bandiera) | C     | Shō Iwamoto       |
| 14 | Giappone (bandiera) | D     | Jun'ya Suzuki     |
| 15 | Giappone (bandiera) | D     | Ryōta Araki       |
| 16 | Giappone (bandiera) | D     | Takayuki Fukumura |
| 17 | Giappone (bandiera) | D     | Kōsuke Masutani   |

| N. |                          | Ruolo | Calciatore        |
| -- | ------------------------ | ----- | ----------------- |
| 18 | Giappone (bandiera)      | C     | Shō Hiramatsu     |
| 19 | Giappone (bandiera)      | D     | Takayuki Takayasu |
| 21 | Corea del Sud (bandiera) | P     | Jeon Ji-wan       |
| 22 | Giappone (bandiera)      | D     | Makito Uehara     |
| 23 | Giappone (bandiera)      | D     | Shūsei Yamauchi   |
| 24 | Giappone (bandiera)      | C     | Yūta Satō         |
| 26 | Giappone (bandiera)      | D     | Takeshi Yoshimoto |
| 28 | Giappone (bandiera)      | C     | Jitsuki Tsuha     |
| 29 | Corea del Sud (bandiera) | D     | Jo Eun-soo        |
| 32 | Giappone (bandiera)      | C     | Yūsuke Ogawa      |
| 35 | Giappone (bandiera)      | P     | John Higashi      |
| 39 | Giappone (bandiera)      | A     | Atsuhito Ihara    |
| 41 | Giappone (bandiera)      | D     | Keiji Kagiyama    |
| 55 | Giappone (bandiera)      | C     | Kōki Yūshin       |